# Otis Poole
Otis Poole, född 16 september 2007, är en brittisk höjdhoppare.

## Karriär
Poole gjorde internationell mästerskapsdebut vid U20-EM 2025 i Tammerfors, där han tog silver med ett hopp på 2,19 meter.
Poole har blivit brittisk inomhusmästare en gång i höjdhopp (2025).